# Roman (Nutzfahrzeughersteller)
Roman S.A. ist ein rumänischer Hersteller von Lastkraftwagen, Omnibussen und sonstigen Nutzfahrzeugen mit Sitz in Brașov.

## Geschichte

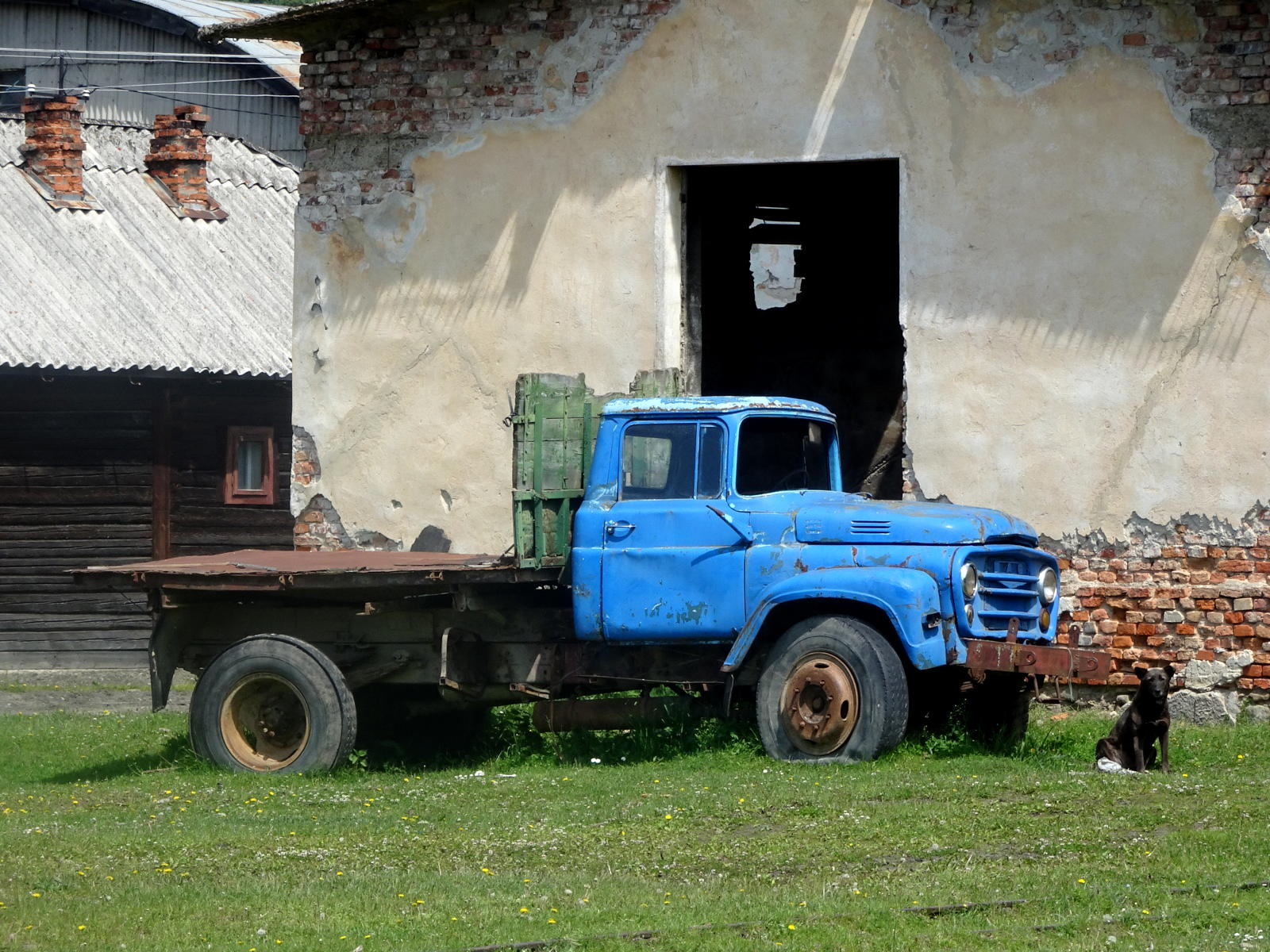
SR-113, eines der Fahrzeuge aus der Produktion vor der MAN-Lizenzfertigung (2017)

Die Geschichte des Werks begann 1921 mit der Gründung der ROMLOC – FABRICA DE LOCOMOTIVE ŞI VAGOANE. Die Fabrik produzierte Lokomotiven und Waggons. Bereits 1936 wurde das Unternehmen mit einem weiteren fusioniert. Ab Mitte der 1930er-Jahre firmierte das Werk unter dem Namen ASTRA auf, die alten Fabrikgebäude der ROMLOC werden fast vollständig ersetzt. Ab 1938 wurde neben Schienenfahrzeugen mit der Produktion von Munition und Waffen begonnen. Während des Zweiten Weltkriegs wurden hauptsächlich Artilleriegeschütze und die zugehörige großkalibrige Munition produziert. Das Werk wurde 1944 bombardiert, im Anschluss jedoch wieder aufgebaut.
Am 21. August 1948 wurden auf dem Gelände der alten ROMLOC-Lokomotivfabrik die Steagul-Roșu-Werke (übersetzt: Rote-Fahne-Werke) gegründet. Ab 1954 wurden die ersten Lastwagen des Typs SR-101 mit drei Tonnen Nutzlast ausgeliefert, viele weitere Typen folgten. Der SR-101 war eine Kopie des sowjetischen ZIS-150 aus dem Sawod imeni Stalina und wurde bis 1965 etwa 54.000 mal in Rumänien gebaut. Ab den frühen 1960er-Jahren wurden nacheinander die Modelle Carpati (SR-131 und SR-132) sowie Bucegi (SR-113 und SR-114) gefertigt.
1969 erwarb das damals noch Întreprinderea de Autocamioane Brașov genannte Unternehmen eine Lizenz für die Fertigung von MAN-Nutzfahrzeugen. Mitte der 1970er Jahre folgte dann eine weitere Lizenzvereinbarung für den Nachbau des MAN-Metrobusses. Seit dieser Zeit wurde ein Teil der Produktion auch unter der Marke Diesel Auto Camion (DAC) ausgeliefert.
Zusätzlich zu den Nutzfahrzeugimporten aus anderen Ostblockstaaten (hauptsächlich Tschechoslowakei und Polen) wurden ab 1977 auch Roman-LKW in die DDR geliefert, hauptsächlich Muldenkipper und Sattelzugmaschinen. Es wurden aber auch Betonmischer und komplette Kühlsattelzüge importiert.
Als Antriebsquelle dienten in den meisten Fällen Roman 215-PS-Dieselmotoren, die nach MAN-Lizenz gefertigt wurden. Das Aggregat musste auch für Fahrzeuge wie die Schwerlast-Zugmaschine DAC 70.215 herhalten, die für eine Gesamtmasse von 70 Tonnen zugelassen war. Erst ab 1987 gab es in den Sattelzügen auch 256-PS-Turbo-Motoren. Fast alle Teile des Roman wurden in Rumänien gefertigt. Insgesamt gelangten bis 1989 mehr als 2800 Lastkraftwagen dieses Herstellers in die DDR.
Am 15. November 1987 brach in dem Werk Steagul Roșu der von staatlichen Sicherheitsorganen niedergeschlagene Aufstand von Brașov aus, an dem sich circa 20.000 Arbeiter der Stadt beteiligten. Er richtete sich gegen die Wirtschaftspolitik von Nicolae Ceaușescu im sozialistischen Rumänien. Zwischen 1988 und 1990 wurde im Brașover Werk einer der damals größten Großmuldenkipper der Welt, der DAC 120 DE, gebaut.
Die Zeit nach den politischen Umbrüchen von 1990 war geprägt von Misswirtschaft und verschiedenen Versuchen, das Werk zu privatisieren. Bis in die 2000er-Jahre hinein schrieb das Unternehmen keine schwarzen Zahlen. Erst 2004 wurde die Privatisierung erfolgreich abgeschlossen. Seitdem fertigt das Werk auch neue Modelle sowie Lastwagen für das Militär. Bereits 2000 verließ der 750.000. Lastwagen das Werksgelände. Ab 2002 wurden Motoren eingebaut, die die Abgasnorm EURO-3 erfüllen.
2015 eröffnete ein Gericht in Brașov ein Insolvenzverfahren gegen das Unternehmen. Daraufhin wurden die Aktien aus dem Handel genommen, von einer Schließung des Werks ist jedoch nichts bekannt.

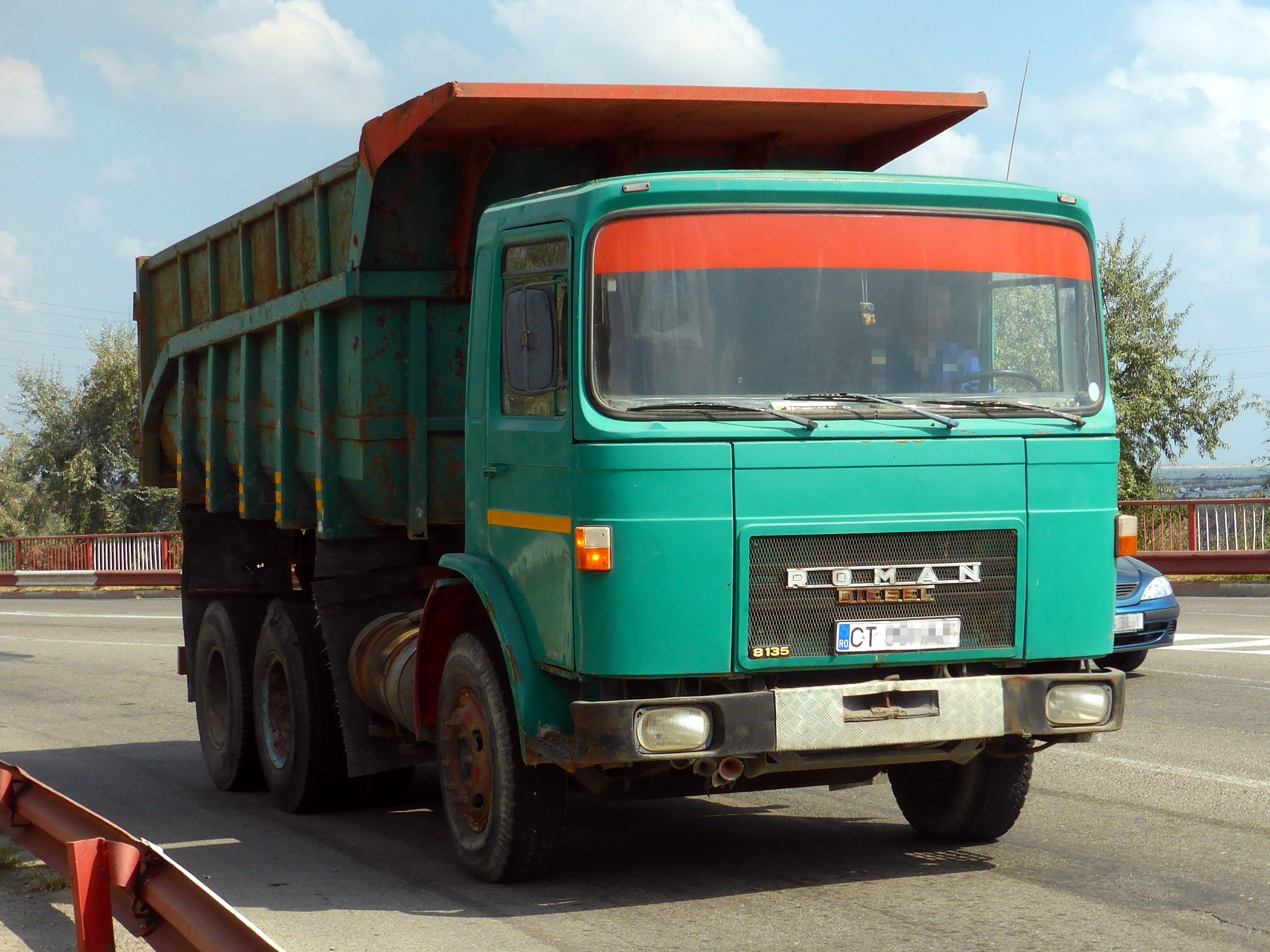
Roman-Kipper
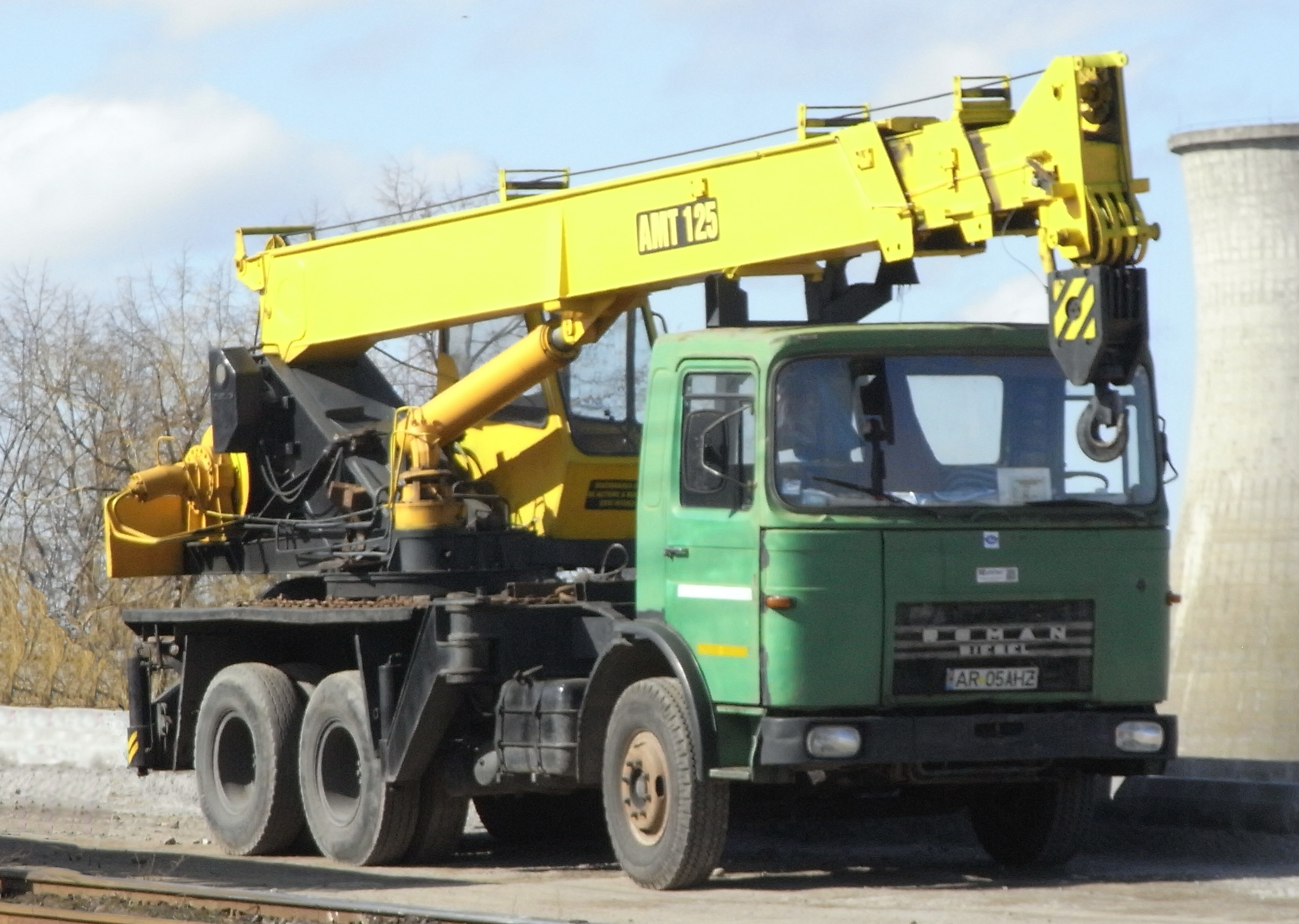
Roman 19.215 mit Kranaufbau
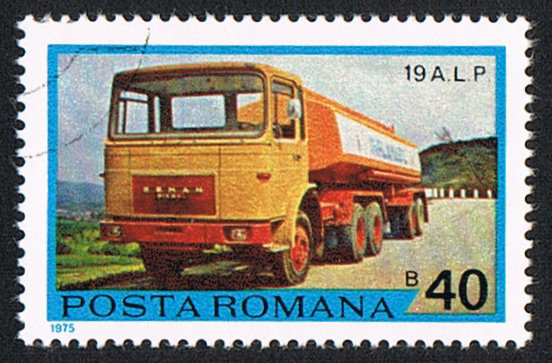
Roman-Tanklastzug auf einer Briefmarke der rumänischen Post
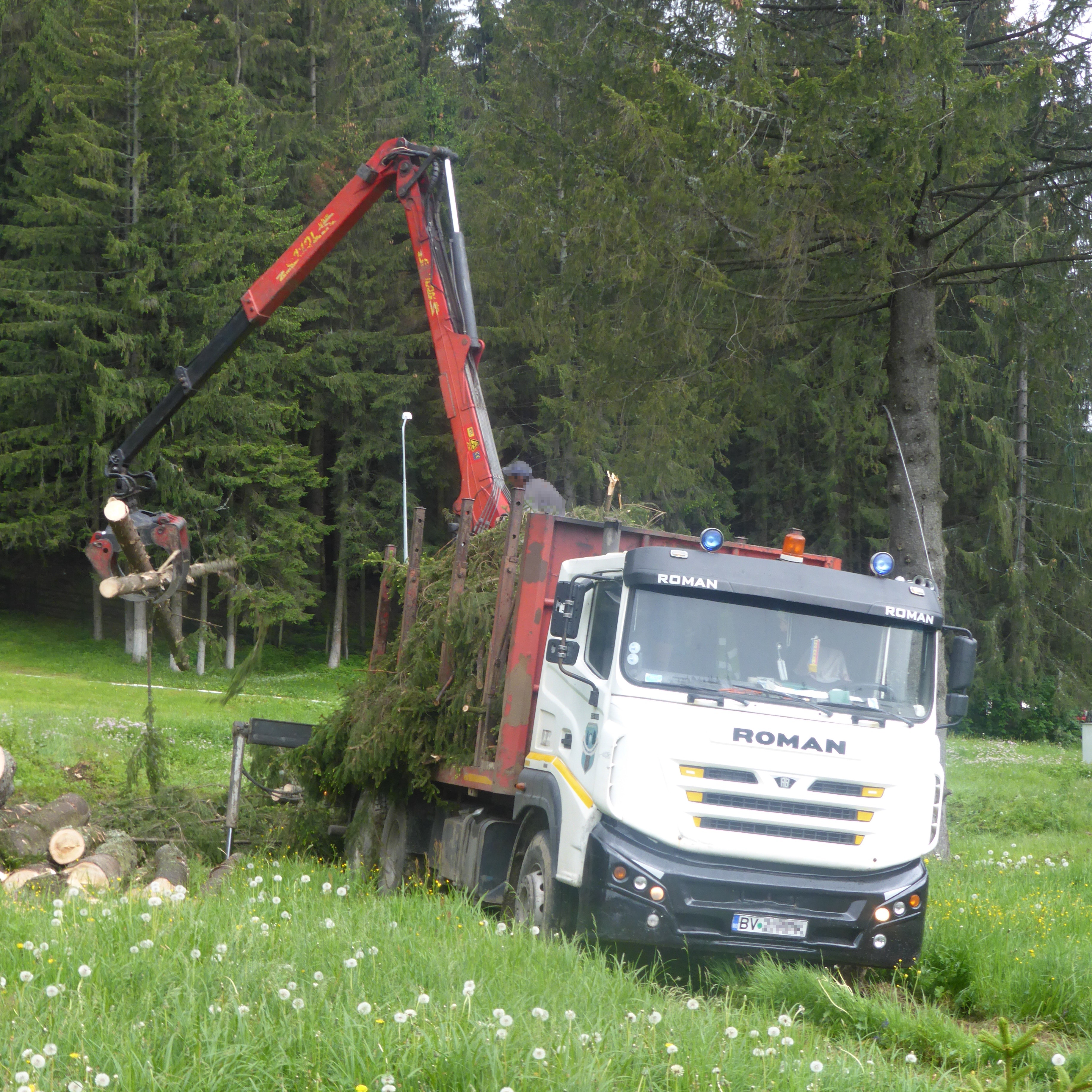
Moderner ROMAN-Lastwagen in der Forstwirtschaft (2014)

## Modelle
- 1954–1965: SR-101 Pritsche (4×2), Nachbau das ZIS-150
- Roman 8.135 F/FK/FS Kofferaufbau 12.800 kg / Kipper 12.000 kg / Sattelzugmaschine 20.320 kg
- 1977–1982: Roman 19.215 DFK Kipper 24.390 kg (6×4)
- 1978–1988: Roman 10.215 F/FK/FS/L Kofferaufbau 16.256 kg / Kipper 16.256 kg / Sattelzugmaschine 32.512 kg (4×2)[7]
- 1979–1986: Roman 19.215 DF/DFS Kofferaufbau 24.390 kg / Sattelzugmaschine (6×4)
- 1987–1989: Roman 19.256 DFS Sattelzugmaschine (6×4)